# Формула Уайта (Верещагина)
Формула Уайта (Верещагина) представляет собой инструмент невыясненного происхождения, позволяющий рассчитывать содержание ценного компонента в хвостах (переработанном материале, из которого извлечены ценные компоненты) в зависимости от его содержания в исходном материале (руде) и хвостах по статистическим или исследовательским данным.
Формула относится к расчетам качественно-количественных показателей технологических схем горно-обогатительных комбинатов и фабрик.
{\displaystyle \beta _{1}=\beta _{2}*{\frac {\sqrt {\beta _{ucx.1}}}{\sqrt {\beta _{ucx.2}}}}}, где:
- {\displaystyle \beta _{1}} — содержание ценного компонента в хвостах для определяемой руды, % (г/т);
- {\displaystyle \beta _{2}} — содержание ценного компонента в хвостах для известной руды, % (г/т);
- {\displaystyle \beta _{ucx.1}} — содержание ценного компонента в определяемой руде, % (г/т);
- {\displaystyle \beta _{ucx.2}} — содержание ценного компонента в известном исходной материале, % (г/т).

Расчёт по данной формуле показывает относительно высокую точность прогнозирования технологических показателей в узком диапазоне, однако из-за параболического характера функции не может носить универсального характера и должен применяться с осторожностью.
Аналогичным способом можно пересчитывать содержание металла в концентрате при изменении его содержания в исходной руде (исходном материале).
В результате можно пересчитать выход концентрата и извлечение металла в концентрат при изменении содержания металла в исходном материале.